# Lasioglossum laeve
Lasioglossum laeve är en biart som först beskrevs av Kirby 1802.  Lasioglossum laeve ingår i släktet smalbin, och familjen vägbin. Inga underarter finns listade i Catalogue of Life.